# Juancho Evertsz
Juan Miguel Gregorio "Juancho" Evertsz , född 1923, död 30 april 2008, var Arubas regeringschef 1973 till 1977.